# آدم كارابيك
آدم كارابيك (مواليد 2 يوليو 2003) هو لاعب كرة قدم تشيكي يلعب في مركز خط الوسط في نادي سبارتا براغ.

## روابط خارجية
- آدم كارابيك على موقع الاتحاد الأوربي (الإنجليزية)
- آدم كارابيك على موقع قاعدة بيانات كرة القدم.إي يو (الإنجليزية)
- آدم كارابيك على موقع Soccerbase.com (لاعب) (الإنجليزية)
- آدم كارابيك على موقع Soccerway.com (الإنجليزية)
- آدم كارابيك على موقع عالم كرة القدم.نت (الإنجليزية)